# William Tummel
William F. Tummell (* 5. März 1892 in Kansas City, Missouri; † 16. November 1977 in Los Angeles, Kalifornien) war ein US-amerikanischer Regieassistent, der bei der Oscarverleihung 1934 den Oscar für die beste Regieassistenz erhielt.

## Biografie
Tummel begann Mitte der 1920er Jahre bei The Wheel (1925) als Regieassistent, war bis 1947 an der Herstellung von annähernd 60 Filmen beteiligt und gehörte 1934 zu den sieben Gewinnern des Oscars in der Kategorie beste Regieassistenz. 
Zu seinen bekanntesten Arbeiten als Regieassistent gehören Die merkwürdige Zähmung der Gangsterbraut Sugarpuss (1941), The Little Foxes (1941), Sein oder Nichtsein (1942) sowie Im Schatten des Zweifels (1943). Dabei arbeitete er mit Filmregisseuren wie Howard Hawks, William Wyler, Ernst Lubitsch und Alfred Hitchcock zusammen.